# Se io fossi re
Se io fossi re (The Vagabond King) è un film del 1930 diretto da Ludwig Berger e da Ernst Lubitsch che non viene accreditato nei titoli.
È basato sull'operetta The Vagabond King di Rudolf Friml (musica) e William H. Post e Brian Hooker (libretto e parole) presentata da Russell Janney a New York, 21 settembre 1925, basata a sua volta dal lavoro teatrale If I Were King di Justin Huntly McCarthy (New York, 14 ottobre 1901 e dal suo romanzo dallo stesso titolo (Londra, 1901).

## Trama
Nel 1463, mentre Parigi è assediata dai borgognoni, il popolo è in rivolta contro il debole re Luigi XI che non riesce a difendere la città. Il Gran Maresciallo Thibault, segretamente in combutta con i borgognoni, complotta per uccidere il re e sua nipote Katherine, ma la giovane dama viene salvata da François Villon, il capo dei vagabondi, che si innamora di lei. L'astrologo del re gli dice che i vagabondi salveranno Parigi. In una taverna, il re che vi si è recato in incognito, sente François burlarsi di lui e lo fa arrestare insieme a Huguette, una ragazza innamorata del poeta. A François viene offerto di diventare re per una settimana, ma se accetterà, dovrà, alla fine della settimana, essere giustiziato. Il poeta accetta, mentre Thibault, a capo dei vagabondi, cerca di liberarlo, sperando di poter uccidere il re. Ma è Huguette che resta incidentalmente uccisa. François si mette alla testa dei suoi vagabondi e attacca i borgognoni che vengono sconfitti. Ma il poeta deve adesso affrontare il boia: Katherine, allora, offre la sua vita per salvarlo. Davanti alla folla che chiede la sua libertà, il re finalmente cede e lascia liberi i due innamorati.

## Produzione
Il film fu prodotto dalla Paramount Pictures. Venne girato nei Paramount Studios, al 5555 di Melrose Avenue, a Hollywood.

### Musiche
- Huguette Waltz, Love for Sale, Love Me Tonight, Only a Rose, Some Day, Song of the Vagabonds, parole di Brian Hooker, musica di Rudolf Friml
- If I Were King, King Louis, Mary Queen of Heaven, parole di Leo Robin, musica di Sam Coslow e Newell Chase

## Distribuzione
Fu presentato in prima a New York il 18 febbraio 1930.